# Marguerite (Vorname)
Marguerite ist ein weiblicher und männlicher Vorname.

## Herkunft und Bedeutung
Der Name ist die französische Form des Vornamens Margarete.

## Bekannte Namensträgerinnen

### Vorname
- Marguerite von Anjou-Sizilien (1273–1299), Gräfin von Anjou und Maine
- Marguerite Audoux (1863–1937), französische Romanschriftstellerin
- Marguerite Barankitse (* dert), burundische Entwicklungshelferin
- Marguerite, Countess of Blessington (1789–1849), britisch-irische Schriftstellerin, Klatschkolumnistin und Salonière
- Marguerite Bodin (1869–1940), französische Lehrerin und Feministin
- Marguerite Boulc’h (1891–1951), französische Chansonsängerin und Schauspielerin
- Marguerite de Bourbon (1438–1483), französische Adelige aus dem Haus Bourbon
- Marguerite Broquedis (1893–1983), französische Tennisspielerin
- Marguerite Buist (* 1962), neuseeländische Marathonläuferin
- Marguerite Canal (1890–1978), französische Komponistin
- Marguerite Charpentier (1848–1904), französische Salonnière
- Marguerite Clark (1883–1940), US-amerikanische Schauspielerin
- Marguerite Dilhan (1876–1956), französische Juristin
- Marguerite Donlon (* 1966), irische Tänzerin
- Marguerite Durand (1864–1936), französische Schauspielerin, Journalistin und Suffragette
- Marguerite Duras (1914–1996), französische Schriftstellerin, Drehbuchautorin und Filmregisseurin
- Marguerite Frey-Surbek (1886–1981), Schweizer Kunstmalerin
- Marguerite Friedlaender (1896–1985), deutsch-englische Keramikerin, Leiterin der Keramikabteilung der Staatlichen Kunstschule Burg Gieb
- Marguerite Gérard (1761–1837), französische Malerin und Radiererin
- Marguerite Élie Guadet (1758–1794), französischer Revolutionsführer
- Marguerite Higgins (1920–1966), US-amerikanische Journalistin und Kriegsberichterstatterin
- Marguerite Kuczynski (1904–1998), deutsche Literatur- und Wirtschaftswissenschaftlerin
- Marguerite Laugier (1896–1976), französische Astronomin
- Marguerite Lehr (1898–1987), US-amerikanische Mathematikerin und Hochschullehrerin
- Marguerite Long (1874–1966), französische Pianistin
- Marguerite Charlotte de Luxembourg (1607–1680), französische Adlige
- Marguerite MacIntyre (* 1965), US-amerikanische Schauspielerin
- Marguerite Mareuse (1889–1964), französische Automobilrennfahrerin und Rennstallbesitzerin
- Marguerite Monnot (1903–1961), französische Komponistin und Konzertpianistin
- Marguerite Moreau (* 1977), US-amerikanische Schauspielerin
- Marguerite Nicolas (1916–2001), französische Hochspringerin
- Marguerite Louise d’Orléans (1645–1721), durch Heirat Großherzogin der Toskana
- Marguerite Perey (1909–1975), französische Chemikerin und Physikerin
- Marguerite Pichon-Landry (1877–1972), französische Feministin
- Marguerite Porete (um 1250/60–1310), französischsprachige spätmittelalterliche Mystikerin
- Marguerite Radclyffe-Hall (1880–1943), britische Schriftstellerin
- Marguerite Roberts (1905–1989), US-amerikanische Drehbuchautorin
- Marguerite Roesgen-Champion (1894–1976), Schweizer Komponistin und Cembalistin
- Marguerite de Sassenage (dert–1471), Mätresse von König Ludwig XI.
- Marguerite Sikabonyi (* 1982), italienische Schauspielerin
- Marguerite Steen (1894–1975), englische Schriftstellerin
- Marguerite Steiger (1909–1990), Schweizer Unternehmerin
- Marguerite Steinheil (1869–1954), französische Ehefrau und Mätresse
- Marguerite de Valois-Angoulême (1523–1574), duchesse de Berry, Herzogin von Berry, Frau von Emanuel Philibert von Savoyen
- Marguerite de Witt-Schlumberger (1853–1924), französische Feministin
- Marguerite Wolff (1883–1964), deutsch-britische Juristin und Abteilungsleiterin am Kaiser-Wilhelm-Institut für ausländisches öff
- Marguerite Yourcenar (1903–1987), französische Schriftstellerin

### Zwischenname
- Lazare Nicolas Marguerite Carnot (1753–1823), Politiker, Wissenschaftler und Leutnant
- Grace Marguerite Hay Drummond-Hay (1895–1946), erste Frau, die in einem Luftschiff die Erde umrundete

### Doppelname
- Louise-Marguerite Claret de la Touche (1868–1915), Salesianerin und Mystikerin, Gründerin des Bethanien des Herzen Jesu
- Charlotte-Marguerite de Montmorency (1594–1650), Fürstin von Condé und Mätresse des französischen Königs Heinrich IV.
- Marie-Marguerite Dufay (* 1949), französische Politikerin (Parti socialiste)
- Anne-Marguerite Petit DuNoyer (1663–1719), Journalistin
- Marguerite-Catherine Haynault (1736–1823), Mätresse des französischen Königs Ludwig XV.
- Louise-Marguerite de Lorraine-Guise (1588–1631), princesse de Conti, französische Autorin und durch Heirat Fürstin von Conti